# Batalla de El Álamo
La batalla de El Álamo (23 de febrero-6 de marzo de 1836) fue un conflicto militar en la Revolución de Texas que consistió en un asedio de 13 días de duración, desde su inicio el 23 de febrero hasta el asalto final del 6 de marzo de 1836. Enfrentó al ejército de México, encabezado por el presidente Antonio López de Santa Anna, contra una milicia de secesionistas texanos, en su mayoría inmigrantes esclavistas estadounidenses, en San Antonio de Béxar, en la entonces provincia mexicana de Coahuila y Texas (hoy estado de Texas, Estados Unidos).
Todos los beligerantes en favor de la República de Texas murieron, a excepción de dos personas, lo cual inspiró a muchos colonos texanos —y aventureros estadounidenses— a unirse al ejército de Texas. Animados por el deseo de venganza, a partir de la crueldad mostrada por Santa Anna durante el asedio, los texanos derrotaron y masacraron mientras dormían al ejército mexicano en la batalla de San Jacinto, el 21 de abril de 1836, poniendo fin al movimiento revolucionario.
Varios meses antes, los texanos habían llevado a todas las tropas federales fuera de la Coahuila y Texas; aproximadamente 100 texanos se guarnecían entonces en El Álamo. La fuerza texana creció ligeramente con la llegada de refuerzos dirigidos eventualmente por los co-comandantes James Bowie y William Barret Travis. El 23 de febrero aproximadamente 1500 soldados mexicanos marcharon en San Antonio de Béjar, sitio donde se asienta actualmente San Antonio, como el primer paso en una campaña para retomar Texas. Durante los siguientes 12 días, los dos ejércitos participaron en varias escaramuzas con bajas mínimas. Consciente de que su guarnición no podía resistir el ataque de una fuerza tan grande, Travis escribió varias cartas pidiendo más hombres y suministros, pero solamente llegaron menos de 100 refuerzos.
En la madrugada del 6 de marzo, el ejército mexicano avanzó hacia El Álamo; tras rechazar dos ataques, los texanos fueron incapaces de defenderse de un tercero. Debido a que los soldados mexicanos treparon por los muros, la mayoría de los soldados texanos huyeron hacia los edificios interiores. Los defensores que no pudieron llegar a estos puntos fueron muertos por la caballería mexicana en su intento por escapar. Es probable que un pequeño grupo de texanos (entre cinco y siete de ellos) se hubiesen rendido, pero estos fueron ejecutados al instante. La mayoría de los relatos provenientes de testigos oculares informaron de entre 182 y 257 texanos muertos, mientras que la mayoría de los historiadores de El Álamo están de acuerdo en que hubo entre 400 y 600 soldados mexicanos heridos o muertos en combate. Al final, varios individuos no combatientes fueron enviados a Gonzáles para que corrieran la voz de la derrota texana. La noticia desató el pánico y las fuerzas texanas —en su mayoría colonos— de la nueva República de Texas huyeron del avance del ejército mexicano.
En México, la batalla ha sido a menudo eclipsada por los acontecimientos de la guerra contra Estados Unidos de 1846 a 1848. En el siglo XIX, en Texas, el complejo de El Álamo gradualmente se fue conociendo como el lugar de la batalla. La Legislatura de Texas compró los terrenos y edificios en la primera parte del siglo XX y designó a la capilla de El Álamo como Santuario del Estado de Texas. El Álamo actualmente es el sitio turístico más popular de Texas. Asimismo, ha sido objeto de numerosas obras no ficticias a partir de 1843. La mayoría de los estadounidenses, sin embargo, están más familiarizados con los mitos difundidos por muchas de las películas y adaptaciones de televisión, entre las cuales se incluyen la miniserie de televisión de Disney Davy Crockett, de la década de 1950, y la película de El Álamo, de John Wayne, estrenada en 1960.

## Antecedentes

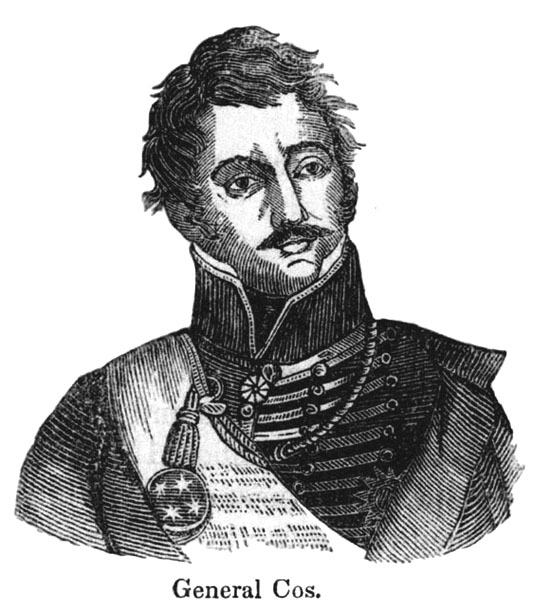
El general Martín Perfecto de Cos, cuñado de Santa Anna, dirigió al ejército mexicano en el sitio de Béjar, uno de los primeros enfrentamientos de la Revolución de Texas.

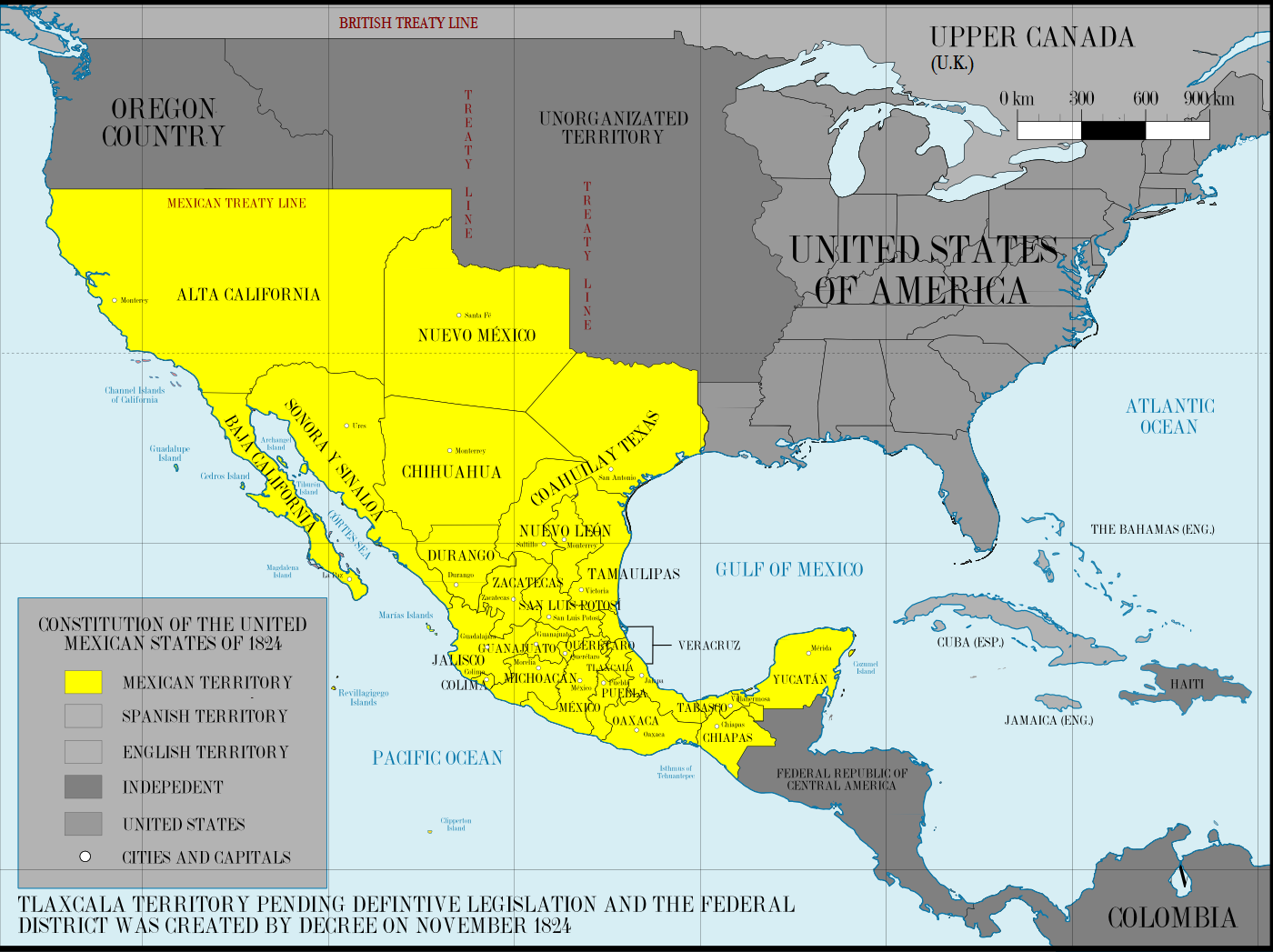
México en 1824, época en la que Texas formaba parte de México

Bajo el mandato del presidente Antonio López de Santa Anna, el gobierno mexicano comenzó a apartarse de un modelo federalista. La política nacional se acercaba cada vez más a una dictadura, lo cual era evidente en hechos como la revocación de la Constitución de 1824, a principios de 1835, que a últimas instancias incitó a la revuelta de muchos federalistas, dando lugar a un clima de violencia que se resentiría en varios estados mexicanos, incluyendo la región fronteriza de la Texas mexicana. Texas se hallaba en ese entonces poblada, en gran parte, por inmigrantes de los Estados Unidos que estaban acostumbrados a un gobierno federalista y a amplios derechos individuales, por lo que hacían sentir su descontento por el desplazamiento de México hacia el centralismo. Por otra parte, también en una situación de descontento por los intentos anteriores de comprar Texas por parte de Estados Unidos, las autoridades mexicanas culparon a gran parte de la población texana que era originaria de los Estados Unidos, cuya mayoría había hecho pocos esfuerzos para adaptarse a la cultura mexicana.
En octubre de 1835, las tropas mexicanas y texanas se enfrentaron en la primera batalla oficial de la Revolución de Texas. Decidido a detener la rebelión, Santa Anna comenzó a armar un ejército para reprimirla, denominado el «Ejército de Operaciones en Texas», con el cual restablecer el orden en el territorio texano. La mayoría de sus soldados eran reclutas, y un gran número había sido reclutado contra su voluntad.
Los texanos derrotaron sistemáticamente a las tropas mexicanas que ya se encontraban en Texas. El último grupo de soldados mexicanos en la región, al mando del cuñado de Santa Anna, el general Martín Perfecto de Cos, se rindió el 9 de diciembre tras el asedio de Béjar. En este punto, en el ejército texano dominaban los recién llegados a la región, principalmente inmigrantes de los Estados Unidos. Muchos colonos de Texas, aún no preparados para una larga campaña, volvieron a casa. Enfurecido por lo que consideró una injerencia norteamericana en los asuntos de México, Santa Anna dirigió una resolución que calificaba como «piratas» a los extranjeros que se encontraban luchando en Texas. En esta misma resolución se prohibía además la captura de prisioneros de guerra: los llamados piratas que fuesen capturados, serían ejecutados inmediatamente. Santa Anna reiteró este mensaje en una enérgica carta al entonces presidente de los Estados Unidos, Andrew Jackson; ésta carta no se difundió ampliamente, y es poco probable que la mayoría de los reclutas estadounidenses que servían en el ejército texano tuvieran conocimiento de que no habría prisioneros de guerra. Para finales de ese año, las fuerzas texanas habían expulsado prácticamente a todos los soldados mexicanos que se hallaban en esa región; con el objetivo de recuperar Texas, en la Ciudad de México Santa Anna comenzó a reunir un ejército.

### La fortaleza de El Álamo

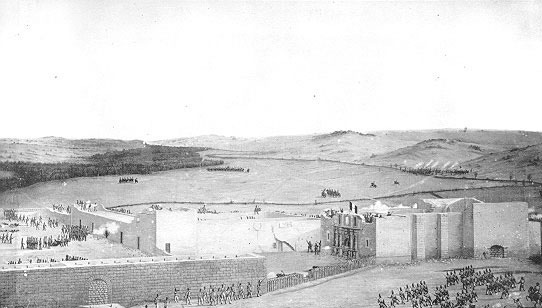
La caída de El Álamo, pintado por Theodore Gentilz en 1844, representa el complejo de El Álamo desde el sur. El «Cuartel de Baja», la capilla y la empalizada de madera que los conectaban se muestran al frente.

Cuando las tropas mexicanas salieron de San Antonio de Béjar (actual San Antonio), los soldados texanos establecieron una guarnición en la Misión de El Álamo, una antigua misión religiosa española que se había convertido en una fortaleza improvisada. Descrito por Santa Anna como «una fortificación irregular, apenas digna de ese nombre», El Álamo había sido diseñado para resistir un ataque de las tribus nativas, pero no el de un ejército con artillería equipada. El complejo se extendía a través de 3 acres (1,2 hectáreas), con casi 400 metros en el perímetro de la defensa. Tenía una plaza interior bordeada al este por la capilla y al sur por un edificio de una planta conocida como el «Cuartel de Baja», y una empalizada de madera se extendía entre estos dos edificios. Los dos pisos del «Cuartel Largo» se extendían al norte de la capilla, mientras que en la esquina norte de la pared del este existían un recinto de ganados y un corral para caballos. Las murallas que rodeaban el complejo eran de al menos 84 centímetros de espesor, con un rango de entre 2,7 y 3,7 metros de altura.
Para compensar la falta de puertos de fusilamiento, el ingeniero texano Green B. Jameson construyó pasadizos a fin de permitir a los defensores disparar desde las paredes; sin embargo, este método dejaba a los tiradores con la parte superior del cuerpo al descubierto y desprotegida. Las fuerzas mexicanas habían dejado atrás 19 cañones, incluyendo uno de 18 libras, que Jameson instaló a lo largo de las paredes; este último alardeó al comandante de las fuerzas texanas, Sam Houston, que los texanos podrían «azotar a 10 invasores por cada soldado con su artillería».
La guarnición texana estaba insuficientemente dotada y con pocas provisiones, y contaba con menos de 100 soldados para el 6 de enero de 1836. Debido a esto, el coronel James C. Neill, comandante interino de El Álamo, escribió al gobierno provisional que «si alguna vez hubo un dólar aquí, no tengo conocimiento de ello». Neill pidió tropas y suministros, haciendo hincapié en que era probable que la guarnición no pudiera resistir un asedio más largo de cuatro días. El gobierno texano se encontraba en una agitación política en esos instantes, así que no pudo proporcionar mucha ayuda. Cuatro hombres diferentes afirmaron que se les había dado el mando sobre el ejército entero; el 14 de enero, Neill se acercó a uno de ellos, Sam Houston, para prestar asistencia en la recolección de suministros, ropa y municiones.

## Preludio a la batalla

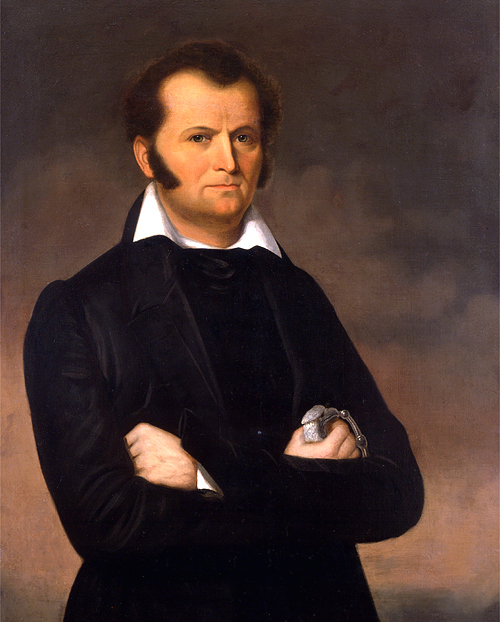
James Bowie llegó a la Misión de El Álamo el 19 de enero de 1836, con órdenes de destruir el complejo. No obstante, más tarde se convertiría en co-comandante del lugar.

Houston no contaba con la cantidad de hombres necesarios para montar una defensa exitosa. En su lugar, envió al coronel James Bowie, acompañado de 30 hombres, para eliminar la artillería de El Álamo y destruir el complejo. Sin embargo, Bowie no pudo transportar la artillería desde El Álamo ya que la guarnición carecía de los animales de tiro necesarios para tal operación. Poco después, Neill lo persuadió de que dicha ubicación guardaba una importancia estratégica notable. En una carta enviada al gobernador Henry Smith, Bowie argumentó que «la salvación de Texas depende en gran medida de mantener a Béjar fuera de las manos del enemigo. Este lugar sirve como la guardia de frontera militar, y si estuviera en posesión de Santa Anna, no hay fortaleza que pueda repeler su marcha hacia Sabine». El documento terminaba con lo siguiente: «El coronel Neill y yo hemos llegado a la resolución solemne de que preferimos morir en estas zanjas en vez de dárselas al enemigo». Además, Bowie escribió al gobierno provisional, solicitándole «hombres, dinero, rifles y pólvora para cañón». No obstante, únicamente unos cuantos refuerzos fueron autorizados; el oficial de caballería William Barret Travis llegó a Béjar con 30 hombres el 3 de febrero de ese año. Cinco días después, arribó un pequeño grupo de voluntarios, entre los cuales se encontraba Davy Crockett.
El 11 de febrero, Neill dejó El Álamo, posiblemente para reclutar más refuerzos y reunir una mayor cantidad de suministros. Antes de partir, transfirió el comando a Travis, el oficial de ejército de más alto rango en la guarnición. Los voluntarios, que representaban una gran mayoría en la guarnición, no querían a Travis como su nuevo líder. En cambio, eligieron a Bowie —que tenía reputación como un combatiente fuerte— como su comandante. Bowie era célebre por haber causado estragos en Béjar una ocasión en que se había embriagado, así que para mitigar el malestar provocado por tal acontecimiento, decidió compartir el mando militar con Travis.
Mientras los texanos se esforzaban en hallar hombres y suplementos, Santa Anna continuaba reclutando gente por el procedimiento de leva en San Luis Potosí; para finales de 1835, su ejército contaba con 6019 soldados. En vez de avanzar a lo largo de la costa, donde podrían transportarse suplementos y refuerzos con facilidad por medio del océano, Santa Anna ordenó a sus hombres que marcharan hacia Béjar, el centro político de Texas y sitio de la derrota del general Cos. Las tropas mexicanas comenzaron a marchar rumbo al norte a finales de diciembre de 1835. Aprovechando el largo trayecto, los oficiales entrenaron a los hombres en pleno viaje; muchos de los nuevos reclutas no sabían siquiera cómo usar la mira de sus armas, mientras que otros tantos se oponían a disparar desde el hombro debido a los fuertes culatazos dados por las armas.
El progreso fue lento; no había suficientes mulas para transportar todos los suplementos, y muchos de los cocheros, todos ellos civiles, dimitieron una vez que sus pagos fueron retrasados. Por otra parte, la gran cantidad de soldaderas —mujeres y niños que seguían al ejército— consumía los ya de por sí escasos recursos con los que se contaban. Por lo tanto, se tuvieron que reducir las raciones de alimentos a los soldados. Finalmente, el 16 de febrero cruzaron el río Bravo. En esa época, la temperatura en Texas alcanzó niveles muy bajos; se tiene noción de que, en ese mes, cayeron aproximadamente de 15–16 pulg (38–41 cm) de nieve. Aunado a la hipotermia, la disentería y las tropas de asalto comanches fueron los factores restantes que terminarían afectando a los soldados mexicanos una vez comenzada su travesía por Texas. La noche siguiente, el ejército mexicano acampó en el río Nueces, ubicado a 119 millas (192 km) de Béjar. Previamente, los texanos habían incendiado el puente que cruzaba sobre Nueces, obligando a los mexicanos a construir una estructura improvisada con ramas y lodo bajo la lluvia. El retraso fue breve, y el 19 de febrero, el ejército acampó en las orillas del río Frío, a 68 millas (109 km) de Béjar. Al día siguiente, las tropas arribaron a la ciudad de Hondo, Texas, a menos de 50 millas (80 km) de su destino final.

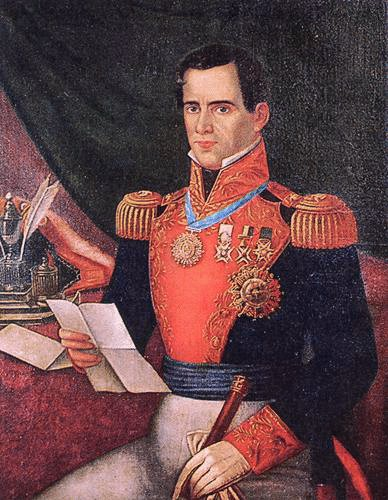
El general Antonio López de Santa Anna condujo al ejército mexicano a Téxas en 1836.

Mientras tanto, el 16 de febrero, el colono Ambrosio Rodríguez advirtió a Travis, con quien tenía una amistad estrecha, que sus familiares radicados más al sur de Béjar le habían alertado de que Santa Anna se dirigía a ese lugar. Ese mismo día, el escucha de Juan Seguín —capitán del ejército texano al servicio de Travis—, Blas Herrera, informó que las tropas mexicanas habían cruzado el río Bravo. Para entonces, ya circulaban varios rumores en torno a la inminente llegada de Santa Anna, sin embargo Travis optaba por ignorarlos. Al filo de la noche, se instaló un consejo de guerra en El Álamo para discutir sobre dichos rumores. Travis estaba convencido de que el ejército mexicano no llegaría a Béjar hasta marzo del año próximo, pensando que aguardarían a la llegada de la temporada primaveral, cuando el clima no les resultara tan desfavorable. Además, este asumía que Santa Anna no había empezado aún a reunir tropas para una posible invasión de Texas hasta que se hubiese enterado de la derrota de Cos. Sin embargo, ignoraban que, en realidad, Santa Anna había comenzado la planeación de dicha invasión meses antes del asedio de Béjar. A pesar de la incredulidad texana, la tarde del 20 de febrero muchos habitantes de Béjar empezaron a empacar sus pertenencias para evacuar el lugar. Al día siguiente, renunciaron quince de los voluntarios texanos en El Álamo. Seguin le aconsejó a Travis que liberara a los hombres para que éstos pudieran ayudar a la evacuación de sus familias, que se hallaban en el mismo camino que Santa Anna tomaría para llegar a Béjar.
Dos días después, el 21 de febrero, Santa Anna y sus tropas llegaron a las orillas del río Medina, ubicado a 25 millas (40 km) de Béjar. Ahí, se hallaban estacionados dragones al mando del general Joaquín Ramírez y Sesma, que habían llegado la tarde anterior. No habiéndose percatado de la proximidad del ejército mexicano, la mayoría de la guarnición de El Álamo, excepto diez personas, se unió a los habitantes de Béjar en una fiesta. Tras enterarse de dicha celebración, Santa Anna le ordenó a Ramírez y Sesma que incautara inmediatamente la fortaleza desprotegida mientras se llevaba a cabo la fiesta, sin embargo la redada tuvo que esperar debido a las lluvias repentinas que habían estado cayendo en esos días, haciendo que el río Medina fuera invadeable. La siguiente noche, las tropas mexicanas acamparon en el arroyo León, a 8 millas (13 km) al poniente de Béjar.

## El asedio

### Sitio
En la madrugada del 23 de febrero, los habitantes de Béjar comenzaron a huir de sus hogares por temor a la inminente llegada del ejército mexicano. A pesar de no estar convencido de los informes, Travis situó a un soldado en el campanario de la Catedral de San Fernando —la ubicación más alta en la ciudad— para estar alerta por si se acercaba alguna fuerza enemiga. A continuación, envió al capitán Philip Dimitt y al teniente Benjamin Noble para que actuaran de escuchas e investigaran el sitio donde se hallaban estacionadas las tropas mexicanas. Aproximadamente a las 2:30 a. m., el campanario comenzó a sonar; el soldado que se hallaba ahí afirmó que había visto luces a una cierta distancia. Debido a que Dimitt y Noble ya no regresaron, Travis envió al Dr. James Sutherland y a John W. Smith a caballo para explorar el área. Smith y Sutherland reconocieron a algunos miembros de la caballería mexicana a 1,5 millas (2 km) de la ciudad, y acto seguido regresaron a Béjar.

Una bandera similar a esta fue izada en la Plaza Militar de Béjar para desafiar a las tropas mexicanas. Las dos estrellas en la barra central representaban a Coahuila y Texas como dos estados separados.

Para entonces, había aproximadamente 154 soldados texanos en El Álamo, mientras que otros 14 elementos efectivos se hallaban en el hospital. Se sabe con certeza que todos los anteriores no estaban preparados para la llegada de las tropas mexicanas, e inclusive no tenían siquiera alimentos en la misión. Debido a esto, se apresuraron a pastorear el ganado en El Álamo, y a hurtar comida de algunas casas abandonadas cercanas. Al final, obtuvieron suficiente carnes de res y granos para subsistir al menos por un mes en la guarnición. Por otra parte, en la fortaleza contaban con una gran cantidad de mosquetes mexicanos capturados, y más de 19 000 cartuchos de papel, sin embargo solamente había una provisión limitada de pólvora para la artillería. Varios miembros de la guarnición se dieron a la tarea de desmantelar el taller de artillería de Antonio Saez y transportar gran cantidad del material a El Álamo. Algunos cuantos miembros que habían estado viviendo en la ciudad trajeron a sus familias con ellos una vez que llegaron los informes del posible sitio en El Álamo. Entre ellos estaban Almaron Dickinson —quien trajo consigo a su esposa Susanna y a su pequeña hija Angelina— y Bowie —quien se hallaba en compañía de las primas de su difunta esposa, Gertrudis Navarro y Juana Navarro Alsbury, así como el joven hijo de Alsbury—.
Mientras la mayor parte de la guarnición se preparaba para el ataque, unos pocos texanos permanecieron en Béjar y levantaron una bandera en medio de la Plaza Militar. Según el historiador J. R. Edmondson: «La bandera era una variación de la bandera tricolor mexicana, con dos estrellas, que representaban a los estados separados de Coahuila y Texas, y que resaltaban en la barra central de color blanco». Aproximadamente una hora después, arribó a Béjar la primera parte de la caballería mexicana, comandada por el coronel José Vicente Miñón. Tras esto, los texanos bajaron su bandera y la llevaron a El Álamo.
A medida que la caballería mexicana se acercaba, Travis envió a un hombre apellidado Johnson para que le pidiera al coronel James Fannin, radicado a 100 millas (161 km) al sur, que enviara refuerzos de inmediato. Luego, Travis envió a Smith y a Sutherland a que le llevaran un mensaje al alcalde de Gonzales, a 70 millas (113 km) de ahí. La nota decía lo siguiente: «El enemigo está a la vista. Queremos hombres y provisiones. Envíenlas a nosotros. Tenemos 150 hombres y estamos determinados a defender a El Álamo hasta el final».
Al caer la tarde, Béjar se hallaba ocupada por unos 1500 soldados mexicanos. Rápidamente, las tropas mexicanas levantaron una bandera de color rojo sangre, que significaba «sin cuartel», y poco después hicieron sonar una corneta como solicitud para parlamentar. Travis ordenó entonces que dispararan el cañón más grande de El Álamo, y el ejército mexicano respondió con el disparo de cuatro bolas de 7 pulgadas desde obuses; las bolas golpearon el interior de la guarnición, pero no causaron daños ni heridas. Creyendo que Travis había actuado de forma precipitada, Bowie envió a Jameson para que se encontrara con Santa Anna. Jameson llevaba consigo una carta dirigida al «Comandante de las fuerzas invasoras en Béjar» y firmada por el «Comandante de las fuerzas voluntarias de Béjar». Furioso de que Bowie se presentara a sí mismo como su igual, el general mexicano se rehusó a encontrarse con Jameson. De acuerdo con Almonte, Jameson pedía una rendición honorable pero Bartres, al contrario, pedía la rendición de los invasores. Travis se molestó al enterarse de que Bowie había actuado unilateralmente así que envió a su propio representante; este recibió la misma respuesta. Dadas las circunstancias, Bowie y Travis se pusieron de acuerdo para volver a disparar el cañón mutuamente.
Para el tiempo en que los diálogos habían acabado ya estaba anocheciendo, y el fuego había cesado. Esa tarde, los mexicanos erigieron una batería cerca de la casa de Juan Martín de Veramendi, gobernador de Coahuila y Texas entre 1832 y 1833. Santa Anna envió también a la caballería del general Ventura Mora para que vigilara las zonas norte y este de El Álamo, y prevenir el arribo de refuerzos texanos. Según Edmondson, los texanos enviaron a un pequeño grupo para buscar comida y provisiones esa tarde. Poco después, este regresó con seis mulas de carga y un prisionero —un soldado mexicano que luego sería usado para interpretar los toques de corneta mexicanos—. Los texanos recibieron un refuerzo esa noche, cuando uno de los hombres de Seguin, Gregorio Esparza, llegó con su familia a la guarnición. Los centinelas texanos se rehusaron a abrirles la puerta, así que tuvieron que escalar a través de la ventana de la capilla para entrar a El Álamo. Varios otros soldados texanos fueron incapaces de regresar a la fortaleza; Dimitt y Noble, que recibieron el encargo de vigilar si el ejército mexicano se acercaba, fueron informados por un colono de que Béjar ya se encontraba rodeada, así que no podrían ingresar al pueblo de nueva cuenta. Finalmente, Andrew Jackson Sowell y Boyd Lockhart salieron esa mañana para buscar provisiones, y al escuchar que El Álamo ya estaba sitiado, decidieron volver a sus casas en Gonzales.

### Combates

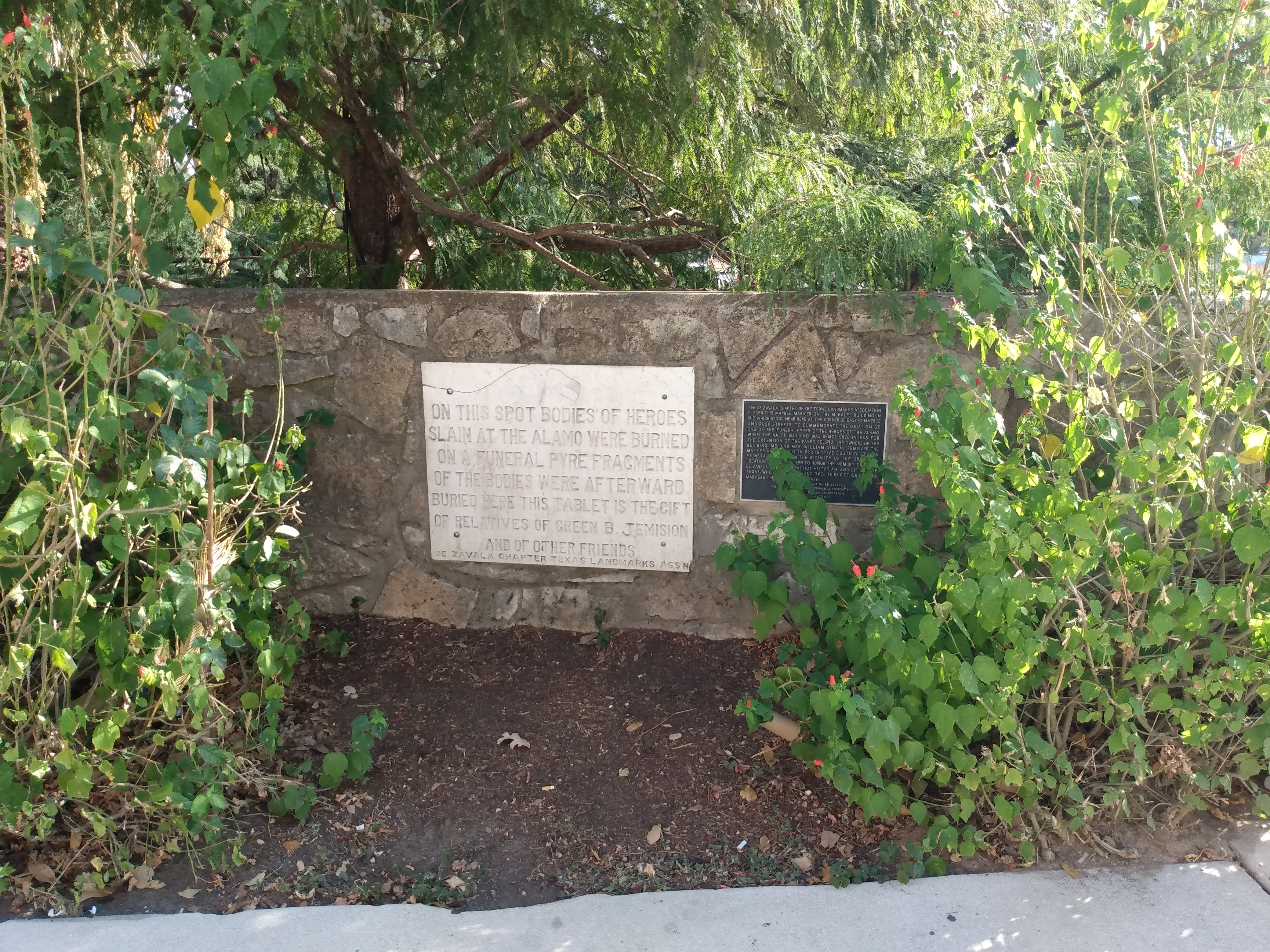
Placa consignando el sitio donde fueron incinerados los restos de los ocupantes de El Álamo.

Al llegar las tropas mexicanas a San Antonio las fuerzas texanas se atrincheraron en la misión de El Álamo utilizando algunas casas de sus cercanías como puestos de defensa avanzada. Tras rechazar Travis la invitación de Santa Anna a la rendición, comenzaron los combates.[cita requerida]
El asedio se desarrolló según las tácticas militares de la época: con el inicio del sitio los atacantes fueron atacando las posiciones avanzadas texanas y desalojando a los defensores, que quemaron las granjas y casas aisladas y se encerraron dentro de los muros de la fortaleza. Posteriormente las fuerzas mexicanas fueron avanzando progresivamente bajo el fuego de la artillería de los defensores y estableciendo posiciones sucesivas cada vez más cercanas a los muros de la misión, cavando trincheras y reductos en los que emplazaban la artillería propia, de forma que iba batiendo las defensas con creciente eficacia. Mediante un bombardeo continuo y varios amagos de asalto se mantenía la tensión de la guarnición defensora mientras se la iba desgastando, al tiempo que se desmontaban sus cañones y se creaban brechas por las que realizar el asalto final.[cita requerida]
En la madrugada del 6 de marzo unos 1200 soldados mexicanos divididos en cuatro columnas atacaron la fortificación de forma simultánea por los cuatro puntos cardinales. Algunos historiadores afirman que ganaron los muros en el primer asalto, mientras que otros hablan de dos oleadas. En cualquier caso, los defensores no pudieron mantener un perímetro tan amplio durante mucho tiempo, y los atacantes penetraron en el interior de la guarnición dando muerte a todos los defensores.[cita requerida]
Entre las fuerzas texanas solamente dos hombres (el texano-mexicano Brígido Guerrero y el texano-estadounidense Henry Warnell) habían abandonado la misión en los días anteriores, durante el asedio. El resto de ellos murieron en la batalla, aunque su número no se ha llegado a cuantificar de forma definitiva (entre 184 y 257, según las fuentes). Los civiles no combatientes (mujeres, niños y esclavos) que no murieron debido a los combates fueron respetados y se les permitió marchar libremente. El propio Santa Ana exageró la cifra asegurando que en la batalla mató 600 rebeldes, aun cuando su propio secretario reconocería después que era una exageración.[cita requerida]
Aunque muchas fuentes estadounidenses describen una defensa a muerte "hasta el último hombre", existen referencias de la época y otras aparecidas con posterioridad que hablan de un pequeño grupo de defensores (alrededor de la media docena) que se rindieron o fueron capturados vivos y que fueron ejecutados por orden expresa de Santa Anna, ya que antes del ataque había ordenado el toque a degüello. En cualquier caso, no cabe duda de que en la enfermería de la misión debía haber enfermos o heridos incapaces de combatir, además de los que cayeran heridos en el asalto final, y todos ellos murieron a manos de las tropas mexicanas, no se sabe si en el curso del asalto o ejecutados con posterioridad.[cita requerida]
El número de bajas mexicanas ha sido origen de mucha controversia. Algunas fuentes estadounidenses hablan de hasta 900 muertos y heridos, una cifra muy elevada que se basa además en simples estimaciones, mientras que otras fuentes mexicanas las reducen a 60 muertos y 250 heridos, basándose en el parte de Santa Anna. Este último dato tampoco parece fiable: parece que Santa Anna sólo se refería al asalto final, y es muy posible que redujera el número de bajas propias por motivos de propaganda. Muchos historiadores estiman cifras de bajas de alrededor de 600 hombres entre muertos y heridos, contando tanto el asalto final como las que se produjeron durante el asedio.[cita requerida]

## Acontecimientos posteriores
Santa Anna avanzó hacia el interior de Texas y dividió a sus fuerzas en varias columnas para derrotar definitivamente a las diversas fuerzas texanas e intentar capturar al gobierno provisional rebelde. Él mismo avanzó con 700 hombres y un solo cañón (para no retrasar el avance), en persecución de Sam Houston, que se retiraba hacia el este con unos 800 hombres. El 21 de abril las tropas mexicanas, que habían sido reforzadas por otra columna de 500 hombres, estaban acampadas cerca del río San Jacinto.[cita requerida] No habían dispuesto unidades de exploración ni defensas avanzadas, por lo que fueron sorprendidos por el repentino asalto de los hombres de Houston que deshizo la defensas en el primer choque, provocando la desbandada de las tropas. El resultado más trascendente de la batalla de San Jacinto fue la captura del general y presidente mexicano Santa Anna, que firmó estando prisionero el Tratado de Velasco que supuso la retirada de las fuerzas mexicanas, más no la independencia de Texas, que fue el germen de la futura guerra entre México y Estados Unidos.[cita requerida]

## Mitos y hechos discutidos

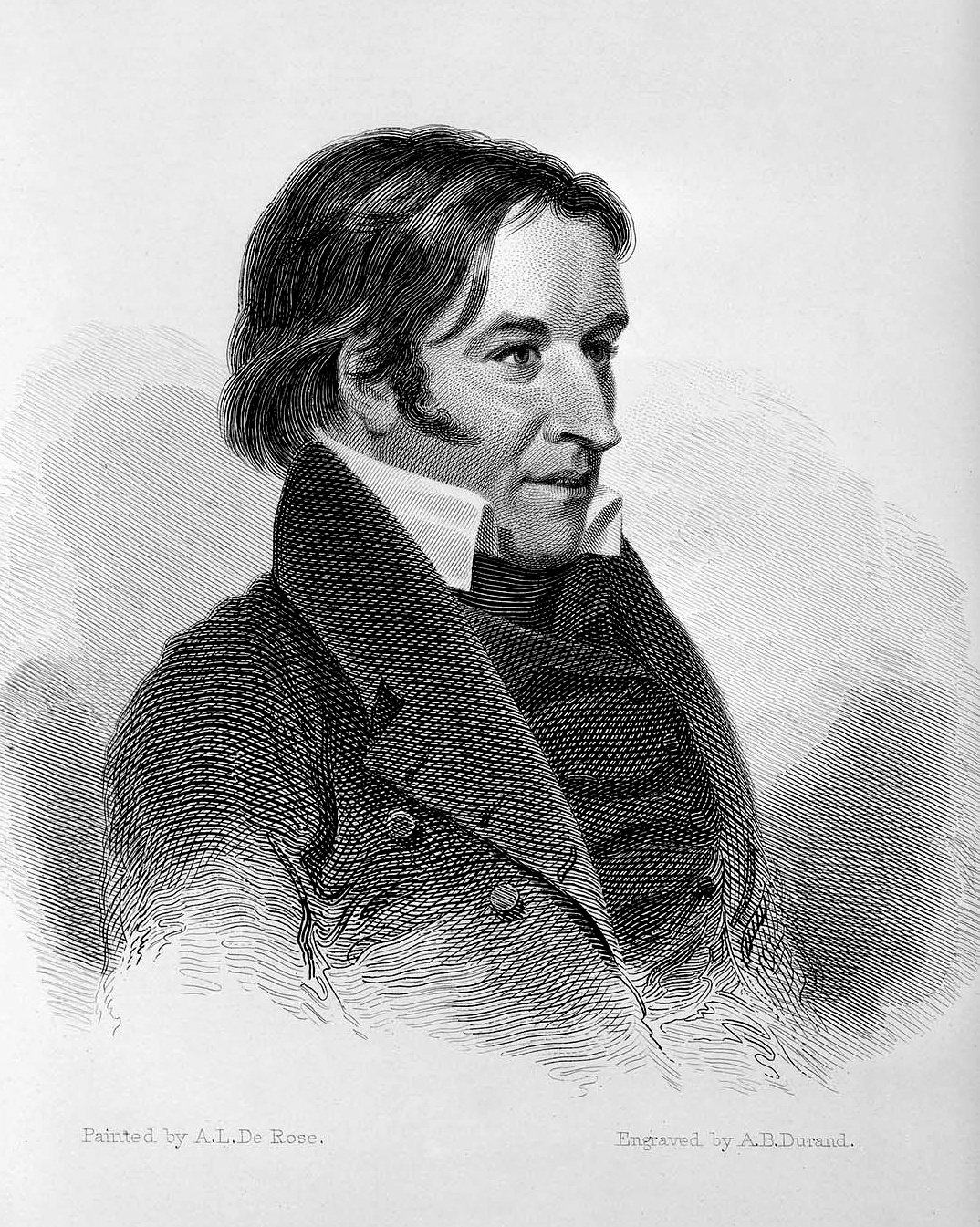
La muerte de Davy Crockett mitificó su imagen.

Alrededor de la batalla de El Álamo se han tejido numerosos mitos y contramitos, a favor y en contra de texanos y mexicanos.[cita requerida]
Desde el punto de vista militar la batalla fue una derrota de los texanos. Aunque muchas veces se ha afirmado que la defensa debilitó a las tropas mexicanas y permitió que Houston reuniera fuerzas suficientes, lo cierto es que Santa Anna nunca anduvo escaso de tropas tras la batalla, y de hecho las dividió en varias columnas para poder avanzar con mayor rapidez y alcanzar varios objetivos simultáneos.[cita requerida] El resultado de la batalla de San Jacinto se debió a la falta de previsión de los mandos del ejército mexicano a la hora de vigilar los movimientos de un enemigo cercano, y sus consecuencias estratégicas no hubieran sido las mismas de no haber resultado capturado en ella Santa Anna. Ninguno de estos hechos tuvo nada que ver con la resistencia en El Álamo la cual en realidad fue sólo una batalla más en el transcurso de la campaña.[cita requerida]
Por otro lado, no debe interpretarse que los defensores estuvieran realizando una misión suicida, pues hasta el final del asedio confiaron en que les llegaran los refuerzos que tan vehementemente estuvieron solicitando (una tropa de 300 hombres intentó socorrerles desde Goliad, pero tuvo que regresar apenas emprendido el camino). Pero eran conscientes de que en caso de ser derrotados las tropas enemigas probablemente no harían prisioneros, y aun así decidieron resistir en la posición sin huir ni abandonarla.[cita requerida]
Respecto a la muerte de los heridos y los presuntos prisioneros capturados, según las costumbres de la época no se podía considerar un crimen de guerra pues los vencedores podían negarse a dar cuartel a aquellas tropas que, intimadas a rendirse, se hubieran negado a hacerlo (se trataba de desalentar así las resistencias a ultranza). Sin embargo, ejecutar a los supervivientes capturados y, sobre todo, a los enfermos y heridos, se consideraba una medida cruel y poco honrosa, y de hecho las fuentes mexicanas de la época apenas hacen referencia a ello, salvo para condenarlo.[cita requerida]
Sam Houston recibió muchas críticas por parte de sus adversarios internos por no haber acudido a rescatar o ayudar a los defensores del Álamo. Sin embargo, él había ordenado la evacuación de la posición por considerarla indefendible (la orden no fue obedecida por Neill), y consideraba que acudiendo con su ejército a enfrentarse en campo abierto con un ejército superior en número y armamento sólo conseguiría la destrucción de sus tropas, y que lo mejor era evitar el enfrentamiento hasta vislumbrar una aceptable posibilidad de victoria.[cita requerida]
Todas las fuentes coinciden en que Travis murió de un disparo apenas iniciada la batalla, mientras que Bowie murió a bayonetazos en su lecho de la enfermería, según unas u otras fuentes. También existe polémica por la muerte del explorador y político David Crockett, que murió combatiendo según la versión estadounidense, mientras que los historiadores mexicanos tienden a considerar que fue uno de los hombres que se rindieron o fueron capturados al final del asedio, y a los que se fusiló por orden de Santa Anna.[cita requerida] Buena parte de esta segunda versión proviene de los diarios del teniente coronel José Enrique de la Peña, aparecidos a principios del siglo XX y cuya autenticidad todavía está sometida a debate.[cita requerida] Otra versión dice que estaba de paso en San Antonio, se refugió en el fuerte ante la inminencia de la batalla y, al terminar ésta, junto con otros pidió clemencia, pero Santa Anna enseguida los mandó fusilar.[cita requerida]

## Personas destacadas

### México
- General Antonio López de Santa Anna.
- General Martín Perfecto de Cos.
- Teniente coronel José Enrique de la Peña.
- Coronel Juan Nepomuceno Almonte.
- General Manuel Fernández Castrillón.
- General Juan Morales.
- General Joaquín Ramírez y Sesma.
- Coronel Francisco Duque.

### Texas
- Teniente coronel William Barret Travis.
- David Crockett
- Jim Bowie
- Samuel Houston

### Lectura complementaria
- Crisp, James E. (2005), Sleuthing the Alamo, Oxford University Press, ISBN 0195163494.
- Sánchez Navarro, José Juan. (1836). La guerra de Tejas: Testimonio desde El Álamo. Relato histórico real
- Hardin, Stephen L. (2001), The Alamo 1836: Santa Anna's Texas Campaign, Osprey Campaign Series #89, Osprey Publishing, ISBN 1841760900.